# Strada statale 297 del Lago Olimpico
La ex strada statale 297 del Lago Olimpico (SS 297), ora strada provinciale 297 del Lago Olimpico (SP 297), è una strada provinciale italiana che permette di raggiungere il lago Albano.

## Percorso
La strada ha origine alle porte di Castel Gandolfo, distaccandosi dalla ex strada statale 216 Maremmana III, vicino all'innesto di un'altra strada, la ex strada statale 140 del Lago Albano. La strada nel raggiungere la costa del lago Albano, scende di altitudine e durante il suo percorso, dopo un tornante, si distacca la ex strada statale 297 bis dell'Emissario. Giunti in prossimità dello specchio d'acqua, lo costeggia da ovest a nord in senso orario, fino a distaccarsene, risalendo d'altitudine. Dopo un tornate e un ulteriore tratto di salita, la strada si innesta sulla ex strada statale 217 Via dei Laghi, nel comune di Marino.
In seguito al decreto legislativo n. 112 del 1998, dal 2002 la gestione è passata dall'ANAS alla Regione Lazio che ha provveduto al trasferimento dell'infrastruttura al demanio della Provincia di Roma.

## Strada statale 297 bis dell'Emissario
La ex strada statale 297 bis dell'Emissario (SS 297 bis), ora strada provinciale 297 bis dell'Emissario (SP 297 bis), è una strada provinciale italiana che costeggia la sponda sud-occidentale del lago Albano. Deriva il nome dall'antica struttura artificiale costruita in età romana che permette di stabilizzare il livello del lago e che alimentava il territorio di Castel Gandolfo.
La strada si distacca dalla ex strada statale 297 del Lago Olimpico, nei pressi della stazione di Castel Gandolfo posta sulla linea ferroviaria Roma–Albano. La strada scende velocemente fino alla riva del lago, per costeggiarlo poi in direzione sud. Il tratto finale è interdetto al traffico sia veicolare che pedonale.
In seguito al decreto legislativo n. 112 del 1998, dal 2002 la gestione è passata dall'ANAS alla Regione Lazio che ha provveduto al trasferimento dell'infrastruttura al demanio della Provincia di Roma.